# Moshe Halbertal
Moshe Halbertal (in ebraico משה הלברטל‎?; Montevideo, 1958) è un filosofo, scrittore e docente israeliano, accademico e professore di Filosofia & Ebraismo presso l'Università Ebraica di Gerusalemme e di Giurisprudenza alla Università di New York. Rinomato esperto di Maimonide, ha ricevuto il Premio Bruno della Rothschild Foundation ed il Goren Goldstein Award per il "Miglior Libro sul Pensiero Ebraico" per gli anni 1997-2000. È membro del Consiglio Editoriale del Jewish Review of Books. ed è coautore del Codice Etico delle forze di difesa israeliane..
Halbertal è cresciuto in Israele da famiglia ortodossa moderna. Suo padre è un sopravvissuto dell'Olocausto, da Łańcut, in Galizia (Europa centrale); sua madre è un'israeliana giunta in Uruguay per insegnare l'ebraico.

## Posizioni

### Ortodossia
Secondo Halbertal, la distinzione "tra il cosiddetto punto di vista ultraortodosso e un approccio ortodosso moderno o semplicemente moderno (è) che la tradizione non monopolizza tutti i valori, tutte le verità".

### Religione e Stato
Halbertal crede che il governo israeliano debba sì finanziare e sovvenzionare l'educazione religiosa, le sinagoghe e i mikveh, ma non imporre test dottrinali a tali istituzioni. Secondo il filosofo, le persone dovrebbero avere la stessa opportunità di supporto e accesso ai contributi statali, che tali persone siano ortodosse, riformate o altro tipo di congregazione.

### Democrazia
Halbertal è profondamente impegnato nel processo democratico. "La democrazia è una forma non violenta di giudicare diverse ideologie. È molto facile essere non violenti quando la posta in gioco è bassa; in Israele, siamo in una condizione in cui la posta in gioco è molto alta. È un riconoscimento a Israele che sia riuscito a mantenere la democrazia in tali condizioni di diversità e di alti interessi politici. Mi piacerebbe vedere altri stati occidentali affrontare questa situazione senza diventare fascisti."

## Opere
- Idolatry, insieme a Avishai Margalit, trad. di Naomi Goldblum (Harvard University Press, 1992)
- Interpretative Revolutions in the Making (HE)  (Magnes Press, 1997)
- People of the Book: Canon, Meaning and Authority (Harvard University Press, 1997)
- Between Torah and Wisdom: Menachem ha-Meiri and the Maimonidean Halakhists in Provence (HE)  (Magnes Press, 2000) (Goldstein-Goren Award per gli anni 1997-2000)
- Concealment and Revelation: The Secret and its Boundaries in Medieval Jewish Thought (Yeriot, 2001); trad. (EN)  di Jackie Feldman col titolo Concealment and Revelation: Esotericism in Jewish Thought and its Philosophical Implications (Princeton University Press, 2007)
- By Way of Truth: Nachmanides and the Creation of Tradition (HE)  (Shalom Hartman Institute, 2006)
- Judaism and the Challenges of Modern Life, insieme a Donniel Hartman (Continuum, 2007)
- Maimonides (HE)  (Merkaz Zalman Shazar series, 2009)
- On Sacrifice (Princeton University Press, 2012)
  - Sul sacrificio, trad. it. di R. Volponi (Giuntina, 2014)
- Maimonides: Life and Thought (Princeton University Press, 2013)